# Housewitz
Housewitz is een computeranimatie gemaakt door de student Dirk Thijssens. De animatie is een aankondiging voor een fictieve house party, die op 4 mei 2005 (de dag van de jaarlijkse Nationale Dodenherdenking in Nederland) zou plaatsvinden. De naam bevat een verwijzing naar Auschwitz, het concentratiekamp waar tijdens de Tweede Wereldoorlog miljoenen mensen zijn omgebracht. Er wordt voor de animatie gebruikgemaakt van beeldmateriaal dat als schokkend en bovendien neo-nazistisch kan worden ervaren.
Enige tijd nadat het filmpje begon te circuleren op internet, haalde het in juni 2005 de publiciteit. Het Auschwitz-museum diende een klacht in bij de Nederlandse ambassade en het Poolse ministerie van Buitenlandse Zaken verzocht de Nederlandse autoriteiten om stappen te ondernemen tegen de websites waar het filmpje bekeken kon worden. Het Openbaar Ministerie ontving verder een klacht van het Meldpunt Discriminatie Internet, waar Thijssen inmiddels al zijn excuses had aangeboden. Het Openbaar Ministerie verklaarde niets te kunnen doen tegen het filmpje en de verspreiding daarvan. Ook minister Donner van Justitie bemoeide zich ermee. Een persbericht van 16 augustus 2005 luidt als volgt:
"Minister Donner heeft maandagmiddag in een persoonlijk onderhoud met de Israëlische ambassadeur Margalit zijn afschuw uitgesproken over de antisemitische videoclip 'Housewitz' die op internet te zien is. Zowel het maken als het verspreiden en tonen op een website van een dergelijke onsmakelijke videoclip, waarmee het lot van de slachtoffers van de Holocaust wordt misbruikt en geridiculiseerd, wijst de bewindsman ten stelligste af."
Na nog een aangifte van het Meldpunt Discriminatie Internet kwam er een onderzoek van het Openbaar Ministerie in Rotterdam. Toen werden wel strafbare feiten ontdekt.
Het Openbaar Ministerie besloot op 22 mei 2006 de maker van het internetfilmpje Housewitz te vervolgen voor discriminatie en belediging van Joden. De 23-jarige student uit Brielle verscheen woensdag, 24 mei 2006, voor de politierechter in Rotterdam. De politierechter in Rotterdam veroordeelde hem tot een werkstraf van veertig uur.